# Индирект
Индирект или  индиректан слободан ударац је начин настављања игре након досуђеног прекршаја. За разлику од директног слободног ударца не може се постићи гол директно након извођења, уколико је пре уласка у гол није дотакао ниједан играч. У том случају, досуђује се гол-аут.

## Досуђивање
Противничка екипа изводи индирект ако је начињен неки од следећих прекршаја:
- Ако голман држи лопту дуже од 6 секунди у својим рукама, пре него што је врати у игру,
- Ако голман поново додирне лопту рукама, пошто је из руку врати у игру, а да притом нико није играо лоптом,
- Ако голман рукама ухвати лопту, пошто му је намерно стопалом вратио његов саиграч,
- Ако играч игра на опасан начин,
- Ако играч спречава кретање противника,
- Ако играч спречава голмана да врати лопту у игру,
- Ако је прекинута игра због офсајда,
- Ако играч симулира фаул.

## Знак судије
У тренутку досуђивања прекршаја који се кажњава индиректом, судија подиже руку и држи је подигнуту током извођења индиректа. Судија спушта руку тек кад неки играч игра лоптом, или ако лопта напусти терен.